# Řády, vyznamenání a medaile Japonska

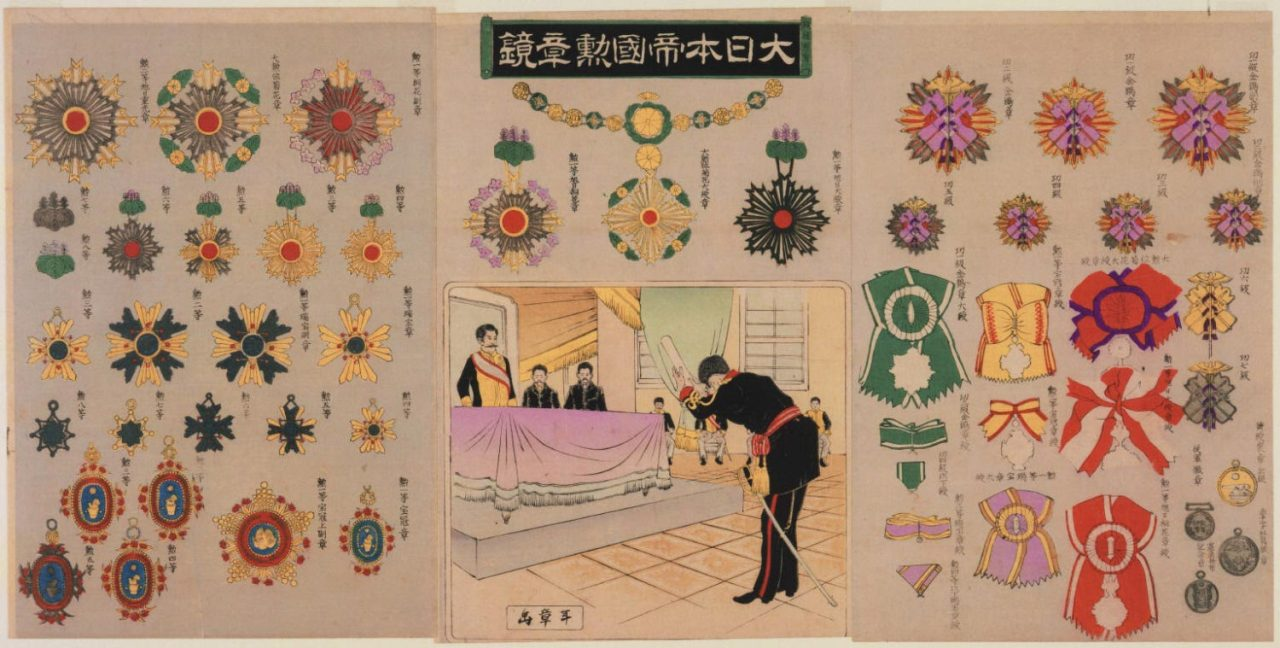
Dřevoryt s vyobrazením japonských vyznamenání, 1895

Systém japonských státních vyznamenání je souborem moderních a historických ocenění. Systém byl založen po reformách Meidži, které začaly po roce 1869 měnit zastaralé feudální Japonsko v industrializovaný stát podle evropského vzoru.

## Historie

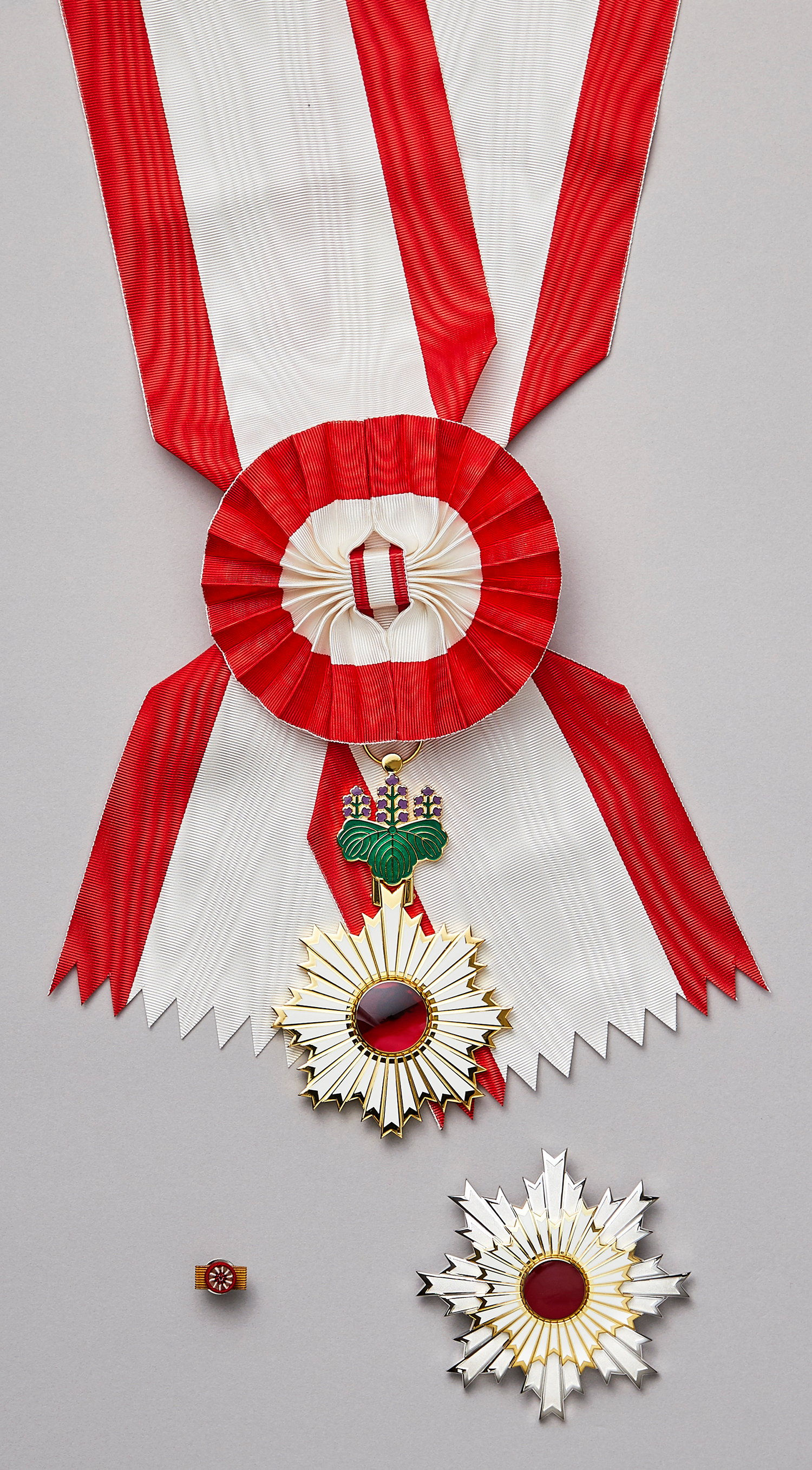
Řád vycházejícího slunce, velkostuha

Prvním rytířským řádem udíleným Japonským císařstvím byl Řád vycházejícího slunce, který byl založen dne 10. dubna 1875. Dne 27. prosince 1876 byl založen druhý japonský řád, Řád chryzantémy, který se od svého založení stal nejvyšším japonským vyznamenáním. Dne 7. prosince 1881 byly založeny Medaile cti s červenou, zelenou a modrou stuhou, které se každoročně udílí od roku 1882. Dne 14. března 1887 k nim přibyla Medaile cti se žlutou stuhou.
K masivní úpravě systému japonských vyznamenání došlo 4. ledna 1888. Tehdy byl založen Řád posvátného pokladu a Řád drahocenné koruny, k Řádu vycházejícího slunce byla přidána třída velkostuhy s květy paulovnie, ze které byl v roce 2003 vytvořen samostatný řád. Ve stejné době byl vytvořen také řetěz Řádu chryzantémy. V roce 1890 byl založen Řád zlatého luňáka, který se stal prvním vojenským japonským řádem. V roce 1896 byly Řádu drahocenné koruny přidány tři nejnižší třídy.
Až do roku 1918 zůstával systém v podstatě nezměněn. V roce 1918 byla vytvořena Medaile cti s tmavě modrou stuhou, která byla poprvé udělena dne 7. září 1919. Od roku 1919 mohl být Řád posvátného pokladu udílen kromě mužů i ženám. Jako poslední z japonských rytířských řádů byl dne 11. února 1937 založen Řád kultury.
V roce 1947 byl zrušen Řád zlatého luňáka i Medaile cti se žlutou stuhou a dne 25. prosince 1950 také Medaile cti se zelenou stuhou. V roce 1951 však bylo ustanoveno ocenění Osoba se zvláštními kulturními zásluhami a byla obnovena také Medaile cti se žlutou stuhou a zavedena Medaile cti s fialovou stuhou.
K velké úpravě systému japonských vyznamenání došlo dne 3. listopadu 2003, kdy byla osamostatněna nejvyšší třída Řádu vycházejícího slunce v nově založeném Řádu květů paulovnie. Počet tříd Řádu vycházejícího slunce, Řádu posvátného pokladu a Řádu drahocenné koruny byl snížen na šest. Byla obnovena také Medaile cti se zelenou stuhou.

## Řády
- Řád chryzantémy
- Řád květů paulovnie
- Řád kultury
- Řád vycházejícího slunce
- Řád drahocenné koruny
- Řád posvátného pokladu
- Řád zlatého luňáka

## Medaile cti

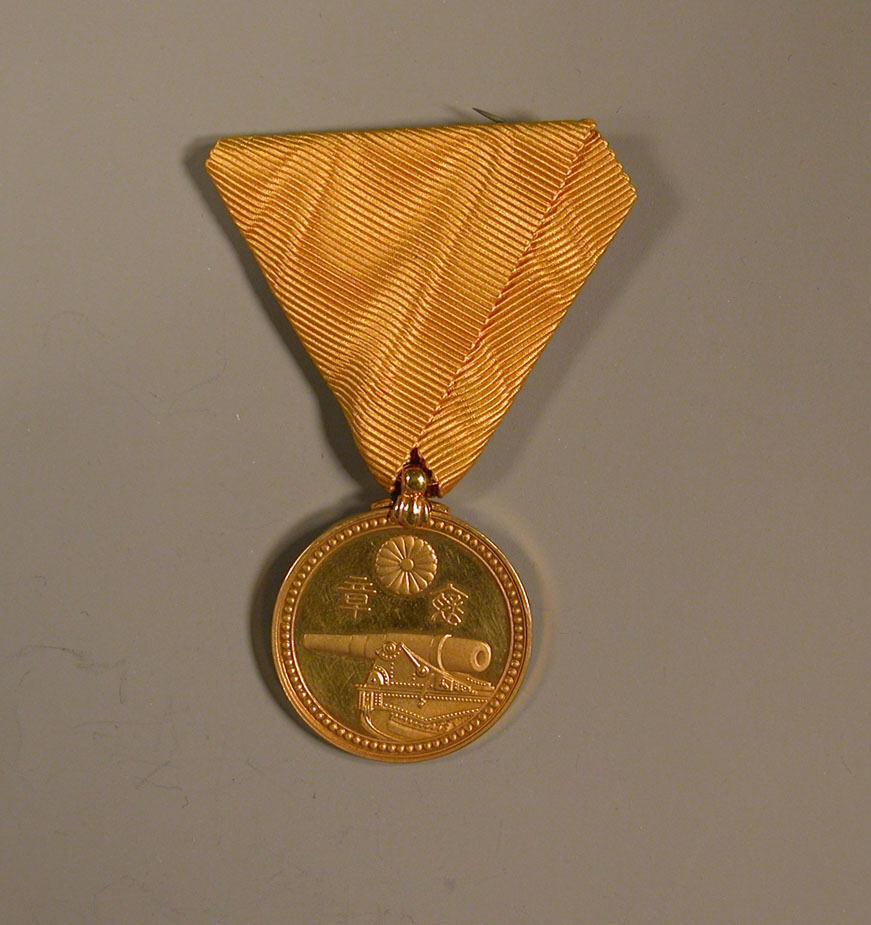
Medaile cti se žlutou stuhou, 1887–1947

V Japonsku existuje šest druhů Medailí cti. Vícenásobné udělení stejné medaile zastupuje stříbrná spona na stuze. Pokud je uděleno pět stříbrných spon, jsou nahrazeny sponou zlatou.
- Medaile cti s červenou stuhou
- Medaile cti se zelenou stuhou
- Medaile cti se žlutou stuhou
- Medaile cti s fialovou stuhou
- Medaile cti s modrou stuhou
- Medaile cti s tmavě modrou stuhou

## Poháry

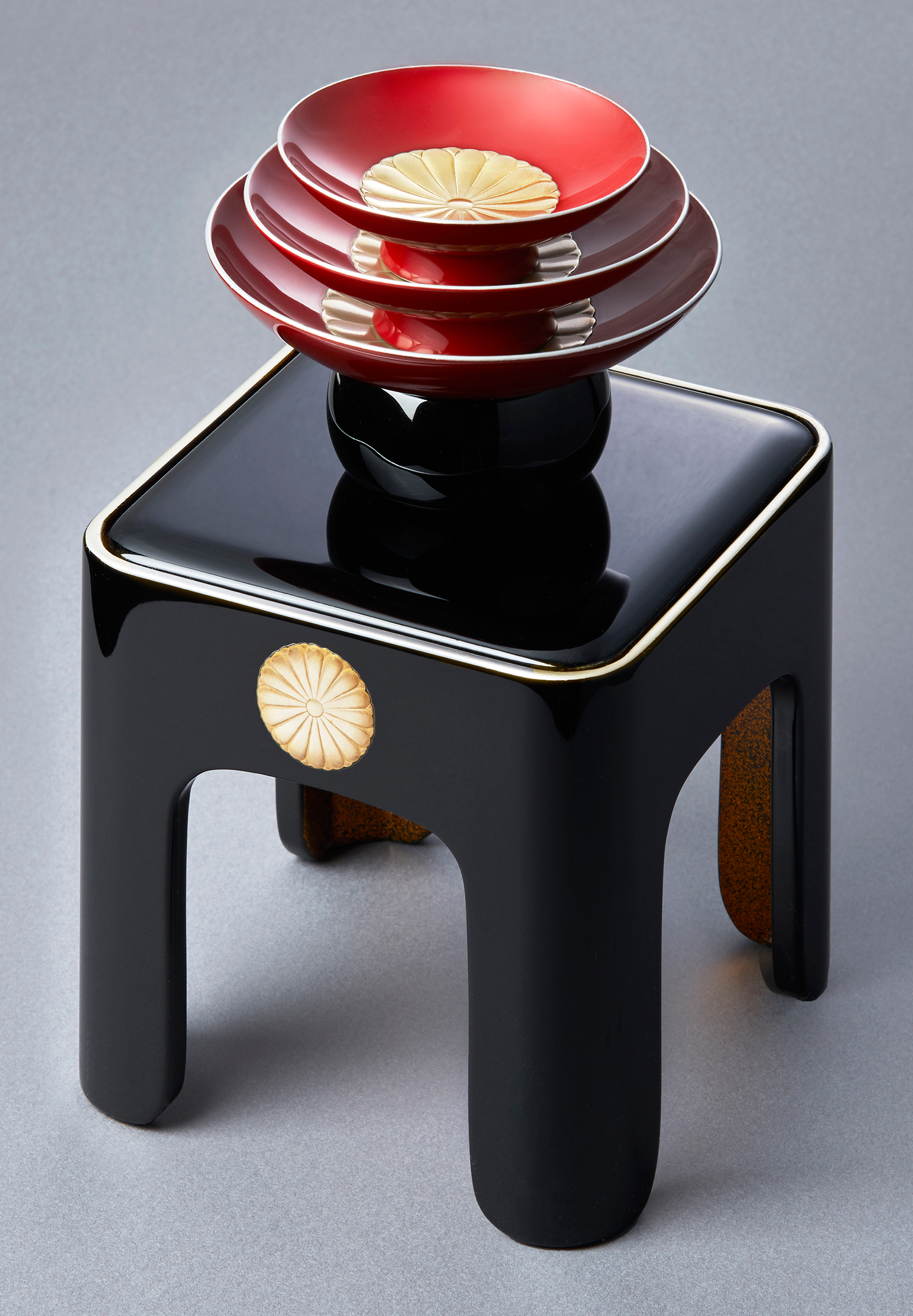
Tři dřevěné misky se znakem chryzantémy

Pokud držitel řádu či Medaile cti zemře, dostává jeho rodina jeden či více stříbrných nebo dřevěných pohárů se symbolem chryzantémy nebo paulovnie.
- Tři stříbrné poháry se znakem chryzantémy – udílí se rodině místo řádu I. nebo II. třídy
- Jediný stříbrný pohár se znakem chryzantémy – udílí se rodině místo řádu III. nebo IV. třídy
- Tři dřevěné misky se znakem chryzantémy – udílí se rodině místo řádu V. nebo VI. třídy
- Jediný stříbrný pohár se znakem paulovnie – udílí se rodině místo Medaile cti
- Tři dřevěné misky se znakem paulovnie – udílí se společně s Medailí cti s tmavě modrou stuhou

## Vyznamenání Japonského Červeného kříže

### Vyznamenání
- Poděkování ministra zdravotnictví, práce a sociálních věcí a předsedy Japonského Červeného kříže – udílí se za finanční dar ve výši přesahující 1 milion jenů
- Zlatá medaile Japonského Červeného kříže – udílí se za finanční dar ve výši přesahující 500 tisíc jenů
- Stříbrná medaile Japonského Červeného kříže – udílí se za finanční dar ve výši přesahující 200 tisíc jenů
- Poděkování vedoucího pobočky – udílí se za finanční dar přesahující 100 tisíc jenů
- Zvláštní člen Japonského Červeného kříže – udílí se za finanční dar přesahující 20 tisíc jenů

### Poháry
- Zlatý pohár Japonského Červeného kříže – udílí se za finanční dar přesahující 500 tisíc jenů nebo za více než 100 odběrů krve
- Stříbrný pohár Japonského Červeného kříže – udílí se za finanční dar přesahující 200 tisíc jenů nebo za více než 70 odběrů krve
- Děkovný dopis – udílí se po dosažení věku 68 let a po více než padesáti odběrech
- Děkovný dopis a bílý pohár Japonského Červeného kříže – udílí se po dosažení věku 60 let a po více než padesáti odběrech
- Fialový pohár Japonského Červeného kříže –  Udílí se za každých padesát odběrů
- Zelený pohár Japonského Červeného kříže – udílí se po padesáti odběrech
- Žlutý pohár Japonského Červeného kříže – udílí se po třiceti odběrech
- Modrý pohár Japonského Červeného kříže – udílí se za po deseti odběrech

## Vojenská vyznamenání

### Vojenské medaile cti

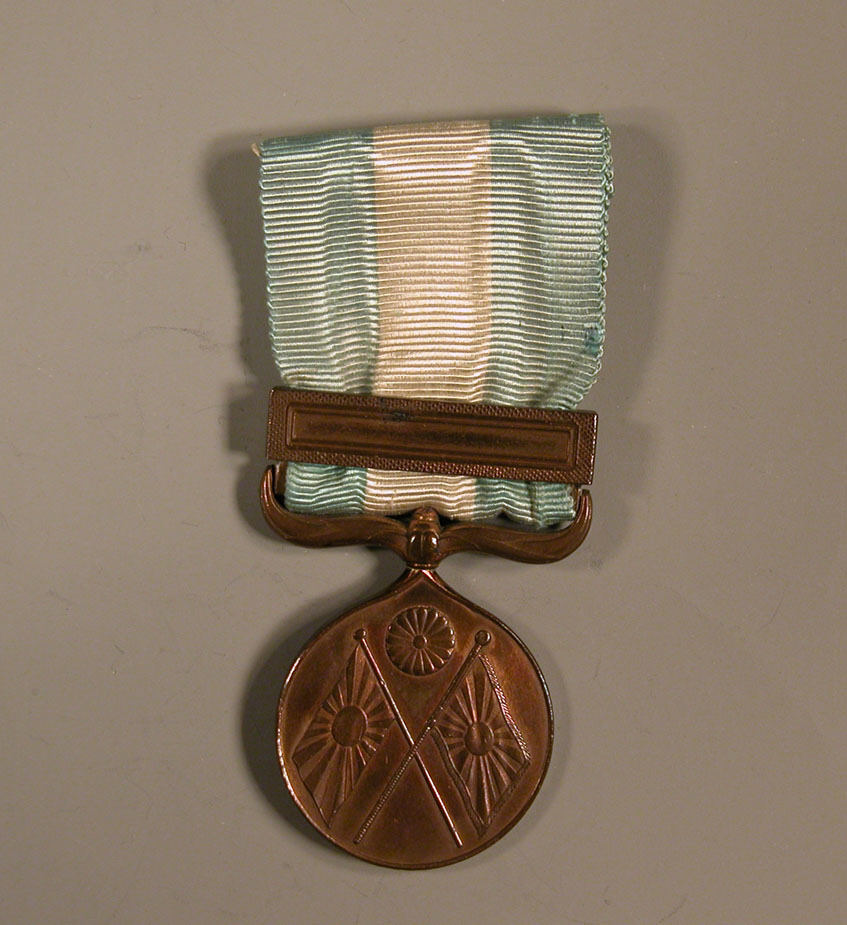
Medaile za první čínsko-japonskou válku

V době existence armády a námořnictva udílelo Japonsko 9 vojenských medailí. Vojenské medaile cti byly vojenská vyznamenání udílená Japonským císařstvím za zvláštní zásluhy v různých válkách vedených Japonskem. Formálně je bylo možné udělit veškerému vojenskému personálu, který se zúčastnil konkrétní války. Spolu s těmito medailemi bylo vyznamenanému předáváno také osvědčení o jejich udělení se jménem příjemce a konfliktem, ve kterém bojoval.
Tato vyznamenání byla zrušena během spojenecké okupace Japonska (1945–1951) po skončení druhé světové války. Po obnově císařského Japonska, země tato vyznamenání nadále neudílela, protože se stát v ústavě zavázal, že se již nikdy nezapojí do žádné války, která by byla považována za „agresivní“ a nadále se bude zapojovat pouze do obranných střetů na svém území.

Gensui

- Medaile za expedici Formosa (1874)
- Medaile za první čínsko-japonskou válku (1894–1895, první čínsko-japonská válka)
- Medaile za Boxerské povstání (1890, Boxerské povstání)
- Medaile za rusko-japonskou válku (1904–1905, rusko-japonská válka)
- Medaile za první světovou válku (1914–1918, první světová válka)
- Vítězná medaile
- Medaile za mukdenský incident (1931–1934, mukdenský incident)
- Medaile za druhou čínsko-japonskou válku (1937–1945, druhá čínsko-japonská válka)
- Medaile války o Velkou východoasijskou sféru vzájemné prosperity (1941–1945)

### Čestné vojenské tituly
V japonské armádě a námořnictvu byl nejvyšším velitelem císař. Jeho přímým podřízeným byl armádní generál a admirál. Důstojníci mohli za své služby císaři a extrémní dovednosti při velení získat čestný titul Gensui.